# Amphibetaeus jousseaumei
Amphibetaeus jousseaumei is een garnalensoort uit de familie van de Alpheidae. De wetenschappelijke naam van de soort is voor het eerst geldig gepubliceerd in 1896 door Coutière.